# 高建群
高建群（1954年1月—），陕西西安临潼人，中国当代作家，中國共產黨黨員，1976年开始发表作品；1991年加入中国作家协会，一级作家。1993年，因代表作长篇小说《最后一个匈奴》奠定了中国文坛实力派作家的地位，被誉为“浪漫派文学最后的骑士”，和陈忠实、贾平凹并称陕西文坛的“三驾马车”。现任陕西省作家协会副主席、陕西省文联副主席、西安航空学院文学院院长。

## 个人经历
高建群祖籍陕西西安，长期在陕北生活工作。1972年入中国人民解放军服役，被派到原新疆军区北湾边防站当兵。五年后转业，历任延安市印刷厂文书，《延安日报社》副刊编辑、文艺部主任、记者部主任，延安地区文联副主席、兼《延安文学》主编，陕西省文联《新大陆》杂志主编，中共黄陵县委副书记等职。
1976年，高建群以作品《边防线上》进入中国文坛；1987年，因小说《遥远的白房子》开始受到大众读者的关注；1993年，长篇小说《最后一个匈奴》出版后更是引起了巨大轰动，发行量突破100万册。他笔耕不辍，陆续发表了多部作品；前后共出版了6部长篇小说、18个中篇小说和6本散文集。文学评论家阎纲认为高建群是“中国最具有崇高感和强烈理想主义色彩”的两名作家之一。多年来，高建群行走在中国西北边疆，实地考察了匈奴民族、古楼兰王国、西夏王朝、 成吉思汗等逝去的文明。1997年，曾与毕淑敏一起被中国中央电视台聘为特约撰稿人，参与了大型纪录片《大西部》的拍摄。
2005年至2007年，高建群在西安高新区挂职担任管委会副主任、党委委员；创作了与高新区有关的三部作品：《三千个传奇》，是写在高新区9000家注册企业中几个成功创业的传奇；第二本《三千具尸体》，是写三千家倒闭企业倒闭的原因；第三本《太阳从西部升起》，是在前面两本书的基础上，写企业家们创业的过程。

## 主要作品
- 长篇小说：
  - 《最后一个匈奴》（1992年出版，2001年修订后再版）
  - 《六六镇》（1995年出版；又名，《最后的民间》）
  - 《古道天机》（1997年出版；又名，《最后的远行》）
  - 《愁容骑士》（1998年出版）
  - 《白房子》（2002年出版）
  - 《大平原》（2008年出版），等6部；

- 中篇小说：
  - 《遥远的白房子》
  - 《雕像》
  - 《大顺店》，等19部；

- 散文集：
  - 《新千字散文》
  - 《东方金蔷薇》
  - 《匈奴和匈奴以外》
  - 《我在北方收割思想》
  - 《穿越绝地》
  - 《惊鸿一瞥》
  - 《西地平线》
  - 《胡马北风大漠传》，等8部

## 所获荣誉
- 1991年，因小说《雕像》，获得“《中国作家》中篇小说奖”，以及当年的“庄重文文学奖”；
- 2004年，散文作品《我的兵团兄弟》，获得“新疆兵团文学大奖”；
  - 以《走失在历史迷宫中的背影》，获得当年“老舍散文奖”；
  - 散文作品《成吉斯汗的上帝之鞭》，又获得中国散文随笔最高奖——首届“郭沫若文学奖”，还被中国散文学会评为“2003年度中国散文十佳”。